# Cratere Inamahari
Inamahari  è un cratere sulla superficie di Cerere.